# 광의면
광의면(光義面)은 대한민국 전라남도 구례군에 위치한 면이다.

## 개요
광의면은 지리산 국립공원 제1호인 노고단 관광도로 관문에 위치하고 있으며 예부터 충효를 중시하여 국가가 어려울때는 나라를 위해 기꺼이 목숨을 바쳤던 충절의 고장이기도 하다. 더불어 훈훈하고 소박한 시골 인심과 기름지고 넓은 청정 들판에서 생산된 송이버섯, 우리밀, 단감, 오이 등은 전국에 자랑할만 하다. 또한, 감로천의 전설을 간직한 천년 고찰 천은사와 나라의 국운 앞에 못 다한 책임으로 순절한 매천 황현 선생의 사당이 있는 곳이다.
구례군에서는 없어서는 안되는 도로인 산업로가 지나며 어덕촌 교차로,광의교차로(광의사거리)가 있다.

## 행정 구역
| 법정리 | 한자명 | 행정리           | 자연마을                       | 비고 |
| ------ | ------ | ---------------- | ------------------------------ | ---- |
| 구만리 | 九灣里 | 구만             | 구만                           |      |
| 대산리 | 垈山里 | 대촌, 유산       | 대촌, 유산                     |      |
| 대전리 | 大田里 | 하대, 상대       | 하대, 상대                     |      |
| 방광리 | 放光里 | 용전, 방광       | 용전, 방광                     |      |
| 수월리 | 水月里 | 월곡, 당촌, 수한 | 월곡, 당촌, 수한               |      |
| 연파리 | 煙波里 | 연파, 공북       | 연파, 공북                     |      |
| 온당리 | 溫堂里 | 당동, 난동, 온동 | 당동, 난동, 온동               |      |
| 지천리 | 芝川里 | 지하, 지상, 천변 | 지하, 지상, 천변(천변, 어덕촌) |      |

## 교육
- 광의초등학교 (연파리)
- 방광초등학교 (폐교) - 광의면 매천로 244 (수월리)